# Robert Boldog
Robert John Boldog (Palatine, 1º agosto 1991) è un ex pallavolista e allenatore di pallavolo statunitense.
Giocava nel ruolo di palleggiatore ed è assistente allenatore alla Benedictine.

## Carriera

### Giocatore
La carriera di Robert Boldog, detto BJ, inizia nei tornei scolastici dell'Illinois, giocando per la Palatine HS. Dopo il diploma entra a far parte della squadra di pallavolo maschile della Lewis, partecipando alla NCAA Division I dal 2010 al 2014: dopo aver saltato la prima stagione, raggiunge due volte la post-season nel 2012 e durante il suo ultimo anno, arrivando rispettivamente in semifinale e ai quarti di finale, impreziosendo le sue prestazioni con diversi riconoscimenti individuali; nel 2014 viene convocato nella nazionale statunitense per la Coppa panamericana, dove vince la medaglia d'argento e viene premiato come miglior palleggiatore.
Nella stagione 2014-15 firma il suo primo contratto professionistico in Germania col Mitteldeutschland, club impegnato in 1. Bundesliga dove gioca per una annata, al termine della quale si ritira dalla pallavolo giocata.

### Allenatore
Nel 2016 inizia la carriera da allenatore, ricevendo l'incarico di assistente alla Benedictine, impegnata in NCAA Division III.

## Palmarès

### Nazionale (competizioni minori)
- Coppa panamericana 2014

### Premi individuali
- 2012 - All-America Second Team
- 2013 - All-America Second Team
- 2014 - All-America Second Team
- 2014 - Coppa panamericana: Miglior palleggiatore